# PM理論
PM理論（PMりろん）とは経営学用語の一つ。これは三隅二不二によって提唱された理論であり、組織においてのリーダーのリーダーシップの構成についてである。PM理論のPというのは「Performance function」の略であり、Mというのは「Maintenance function」の略である。リーダーにPが備わっていれば組織は成果を上げられるようになり、Mが備わっていれば組織はチームワークを強化できるようになる。このPとMがリーダーにどれだけ備わっているかということがリーダーシップをどれだけ発揮しているかを示す基準となるということである。